# خودانتقادی
خودانتقادی (به انگلیسی: Self-criticism) شامل چگونگی ارزیابی فرد از خود است. انتقاد از خود در روانشناسی به طور معمول به عنوان یک ویژگی شخصیتی منفی که در آن شخص دارای اختلال هویت است، مورد مطالعه و بحث قرار می‌گیرد.
خودانتقادی به‌عنوان هسته اصلی آسیب‌شناسی بسیاری از اختلالات روانی و یکی از راهبردهای ناسازگارانه تنظیم هیجان معرفی شده است. مطالعات متعددی بر اهمیت خودانتقادی به‌عنوان سازه‌ای فراتشخیصی صحه گذاشته‌اند. درگذشته خودانتقادی با شرم و کمال‌گرایی یکسان در نظر گرفته می‌شد، اما خودانتقادی در مقایسه با کمال‌گرایی تعریف محدودتری دارد. همچنین، خودانتقادی با شرم درونی نیز مرتبط است.
یکی از عوامل مرتبط برای بهبود خودانتقادی خودشفقت‌ورزی است که به‌عنوان پادزهر اصلی خودانتقادی منجر به کاهش آثار منفی آن بر سلامت روان می‌شود.